# Vjesnikov Kviz
Vjesnikov Kviz je bila hrvatska zagonetačka revija iz Zagreba. Prvi broj izašao je 1972. godine, a izlazio je tjedno do 1992. godine. Izdavač je bio Vjesnik. ISSN je 0352-2849. Nadomješten je listom Križaljka kviz. Glavni urednici bili su: Nenad Brixy, Boris Janković, Branko Lipanović, Krunoslav Poljak, Borivoj Jurković i Želimir Kušić.
U i oko uredništva Vjesnikova Kviza osmišljena je igra slova i riječi kvizovka, vrlo popularna 1980-ih, koja se igra i danas.